# هلنا (اکلاهما)
هلنا(به انگلیسی: Helena) شهری در ایالت اکلاهما کشور ایالات متحده آمریکا است که جمعیت آن در سرشماری سال ۲۰۱۰ میلادی، ۱٬۴۰۳ نفر بوده‌است.